# Alamo Bowl 2015
Match précédent Match suivant
L'Alamo Bowl 2015 est un match de football américain de niveau universitaire de NCAA joué après la saison régulière de 2014, le 2 janvier 2015 à l'Alamodome de San Antonio au Texas.
Il s'agissait de la 22e édition de l'Alamo Bowl.
Le match a mis en présence les équipes de Bruins d'UCLA (9-3) issue de la Pacific-12 Conference dirigée par coach Jim L. Mora, de #11 Kansas State Wildcats (9-3) dirigée par coach Bill Snyder (en), issue de la Big 12 Conference (Big12).
Selon les pronostiqueurs, c'est l'équipe de UCLA qui était donnée favorite à 1,5 contre 1.
L'arbitre du match est Jerry McGinn.
Le match a débuté à 17 h 45, heure locale, et a été retransmis en télévision sur ESPN.
Sponsorisé par la société Valero Energy Corporation, le match fut officiellement dénommé le Valero Alamo Bowl 2015. La dotation était de 3 millions de dollars par équipe.
Les Bruins d'UCLA gagnent le match sur le score de 40 à 35.

## Présentation du match
Le match a mis en présence les équipes des Bruins d'UCLA issus de la Pacific-12 Conference et de Wildcats de Kansas State issus de la Big 12 Conference.
Il s'agit de la 3e rencontre entre ces deux équipes, la dernière ayant eu lieu en 2010. Les équipes avaient une victoire chacune.

### Bruins d'UCLA
Avec un bilan global en saison régulière de 9 victoires et 3 défaites, UCLA est éligible et accepte l'invitation pour participer à l'Alamo Bowl de 2015.
Ils terminent 2e de la Southern Division de la Pacific-12 Conference derrière Arizona, avec un bilan en division de 6 victoires et 3 défaites.
À l'issue de la saison 2014 (bowl compris), ils sont classés 14e aux classements CFP et AP et 15e au classement Coaches.
Il s'agit de leur 1re apparition à l'Alamo Bowl.

### Wildcats de Kansas State
Avec un bilan global en saison régulière de 9 victoires et 4 défaites, Kansas State est éligible et accepte l'invitation pour participer à l'Alamo Bowl de 2015.
Ils terminent 3e de la Big 12 Conference derrière Baylor et TCU, avec un bilan en conférence de 8 victoires et 1 défaite.
À l'issue de la saison 2014 (bowl compris), ils seront classés 11e aux classements CFP et AP et 10e au classement Coaches.
Il s'agit de leur 2e participation à l'Alamo Bowl (défaite 37 à 34 le 29 décembre 1998 contre les Purdue Boilermakers).

## Résumé du match
| QT          | Temps       | Drive       | Drive       | Drive       | Équipe      | Description de l'action | Score | Score |
| QT          | Temps       | Jeux        | Yards       | TDP         | Équipe      | Description de l'action | UCLA  | KSU   |
| ----------- | ----------- | ----------- | ----------- | ----------- | ----------- | --- | ----- | ----- |
| 1           | 12:47       | 6           | 77          | 02:13       | UCLA        | TD à la suite d'une course de 10 yards de QB Brett Hundley + 1 point de conversion par kicker Ka'imi Fairbairn                                                                           | 7     | 0     |
| 1           | 08:03       | 10          | 50          | 03:35       | UCLA        | FG de 27 yards par kicker Ka'imi Fairbairn | 10    | 0     |
| 1           | 01:25       | 10          | 71          | 04:27       | UCLA        | TD à la suite d'une course de 28 yards par QB Brett Hundley + 1 point de conversion par kicker Ka'imi Fairbairn                                                                          | 17    | 0     |
|             |             |             |             |             |             | |       |       |
| 2           | 12:06       | 8           | 48          | 04:19       | KSU         | FG de 47 yards par kicker Matthew McCrane | 17    | 3     |
| 2           | 10:05       | 4           | 3           | 00:56       | KSU         | FG de 29 yards par kicker Matthew McCrane | 17    | 6     |
| 2           | 07:29       | 3           | 44          | 00:27       | UCLA        | TD à la suite d'une course de 32 yards par RB Paul Perkins + 1 point de conversion par kicker Ka'imi Fairbairn                                                                           | 24    | 6     |
| 2           | 00:19       | 4           | 51          | 01:02       | UCLA        | TD de 7 yards par WR Devin Lucien à la suite d'une réception d'une passe de QB Brett Hundley + 1 point de conversion par kicker Ka'imi Fairbairn                                         | 31    | 6     |
|             |             |             |             |             |             | |       |       |
| 3           | 07:23       | 17          | 75          | 07:37       | KSU         | TD de 3 yards par WR Tyler Lockett à la suite d'une réception d'une passe de QB Jake Waters + tentative de conversion à 2 points réussie (passe de QB Jake Waters vers WR Tyler Lockett) | 31    | 14    |
| 3           | 03:25       | 6           | 21          | 03:31       | KSU         | TD à la suite d'une course d'1 yard par DeMarcus Robinson + 1 point de conversion par kicker Matthew McCrane                                                                             | 31    | 21    |
| 3           | 00:33       | 7           | 39          | 02:52       | UCLA        | FG de 44 yards par kicker Ka'imi Fairbairn | 34    | 21    |
|             |             |             |             |             |             | |       |       |
| 4           | 04:54       | 15          | 91          | 06:19       | KSU         | TD à la suite d'une course d'1 yard par QB Jake Waters + 1 point de conversion par kicker Matthew McCrane                                                                                | 34    | 28    |
| 4           | 02:20       | 5           | 76          | 02:34       | UCLA        | TD à la suite d'une course de 67 yards par RB Paul Perkins mais la tentative de conversion à 2 point échoue (course de RB Paul Perkins bloquée avant end-zone)                           | 40    | 28    |
| 4           | 01:21       | 4           | 90          | 00:59       | KSU         | TD de 29 yards par WR Tyler Lockett à la suite d'une réception d'une passe de QB Jake Waters + 1 point de conversion par kicker Matthew McCrane                                          | 40    | 35    |
| Score final | Score final | Score final | Score final | Score final | Score final | Score final | 40    | 35    |

## Statistiques
| Statistiques                           | UCLA                            | KSU                             |
| -------------------------------------- | ------------------------------- | ------------------------------- |
| 1er downs                              | 16                              | 27                              |
| Conversion de 3e Down                  | 7/15                            | 6/16                            |
| Conversion de 4e Down                  | 1/1                             | 4/4                             |
| Jeux–yards                             | 63 jeux pour 467 yards          | 81 jeux pour 369 yards          |
| Yards à la course                      | 331                             | 31                              |
| Yards à la passe                       | 136                             | 338                             |
| Passes : Réussies-Tentées-Interceptées | 12/24, 0 Int.                   | 31/49, 1 Int.                   |
| Réussite en zone rouge/chances         | 4/4                             | 4/4                             |
| TD                                     | 5                               | 4                               |
| Field Goals                            | 2                               | 2                               |
| Sacks (Nombre-Yards perdus)            | 2 sacks subis (11 yards perdus) | 7 sacks subis (51 yards perdus) |
| Fumbles (Nombre/Perdus)                | 1 (1)                           | 1 (1)                           |
| Pénalités (Nombre/Yards perdus)        | 15 (128 yards perdus)           | 6 (39 yards perdus)             |
| Temps de possession                    | 24:36                           | 35:24                           |

| Systèmes | Noms           | Équipes                  | Postes |
| -------- | -------------- | ------------------------ | ------ |
| Attaque  | Paul Perkins   | Bruins d'UCLA            | RB     |
| Défense  | Eric Kendricks | Bruins d'UCLA            | LB     |
| Fairplay | Tyler Lockett  | Wildcats de Kansas State | WR     |

| Quaterbacks         |                  |                                |
| UCLA                | Hundley, Brett   | 12/24, 136 yards, 1 TD, 0 INT  |
| KSU                 | Waters, Jake     | 31/48, 338 yards, 2 TDs, 1 INT |
| Meilleurs Coureurs  |                  |                                |
| UCLA                | Perkins, Paul    | 20 courses, 194 yards, 2 TDs   |
| KSU                 | Jones, Charles   | 9 courses, 19 yards, 0 TD      |
| Meilleurs Receveurs |                  |                                |
| UCLA                | Payton, Jordan   | 4 Réc., 58 yards, 0 TD         |
| KSU                 | Lockett, Tyler   | 13 Réc., 164 yards, 2 TDs      |
| Meilleurs Tackleurs |                  |                                |
| UCLA                | Kendricks, Eric  | 5 tackles, 5 assistes          |
| KSU                 | Truman, Jonathan | 5 tackles, 9 assistes          |